# Szirák
Szirák es un pueblo ubicado en el condado de Nógrád, Hungría.

## Superficie
Posee una superficie de 19,09 kilómetros cuadrados.

## Demografía
Hasta 2021 la población era de 1178 habitantes, con una densidad de población de 61,70 habitantes por kilómetro cuadrado.